# 강남 꽃순이
"강남 꽃순이"는 1989년에 개봉한 대한민국의 영화이다.

## 캐스팅
- 윤희 : 설희 역
- 이동준 : 현우 역
- 이상숙
- 김성원
- 맹찬재
- 오희찬
- 박용팔
- 김기종
- 윤일주